# Riverside (Ohio)
Riverside es una ciudad ubicada en el condado de Montgomery en el estado estadounidense de Ohio. En el Censo de 2010 tenía una población de 25201 habitantes y una densidad poblacional de 996,74 personas por km².

## Geografía
Riverside se encuentra ubicada en las coordenadas 39°46′57″N 84°7′28″O / 39.78250, -84.12444. Según la Oficina del Censo de los Estados Unidos, Riverside tiene una superficie total de 25.28 km², de la cual 25.17 km² corresponden a tierra firme y (0.43%) 0.11 km² es agua.

## Demografía
Según el censo de 2010, había 25201 personas residiendo en Riverside. La densidad de población era de 996,74 hab./km². De los 25201 habitantes, Riverside estaba compuesto por el 87.23% blancos, el 6.63% eran afroamericanos, el 0.29% eran amerindios, el 1.9% eran asiáticos, el 0.04% eran isleños del Pacífico, el 1.13% eran de otras razas y el 2.76% pertenecían a dos o más razas. Del total de la población el 3.28% eran hispanos o latinos de cualquier raza.